# Château de Bonnemie
Le château de Bonnemie est situé à Saint-Pierre-d'Oléron en Charente-Maritime.

## Historique
Le château est mentionné dans le XIe siècle, sous d'Ebles de Châtelaillon, premier seigneur du fief de Bonnemie. Les tours semblent être du XVe siècle ou du XVIe siècle ; les autres corps sont du XVIIIe siècle. Il appartient notamment à la famille Le Berthon, barons de Bonnemie.
Des travaux ont été exécutés au XIXe siècle et ont marqué les bâtiments.
Les façades et toitures du château sont inscrits au titre des monuments historiques par arrêté du 1er septembre 1981 ; les intérieurs sont inscrits par arrêté du 4 octobre 1994.

## Architecture
Le château est carré et doté d'un étage couvert de tuiles creuses. Quatre tours couvertes d'ardoise le flanquent, deux de plan carré et deux de plan circulaire. Le logement est accolé au château, il est doté d'un étage qui est en surcroît du rez-de-chaussée.

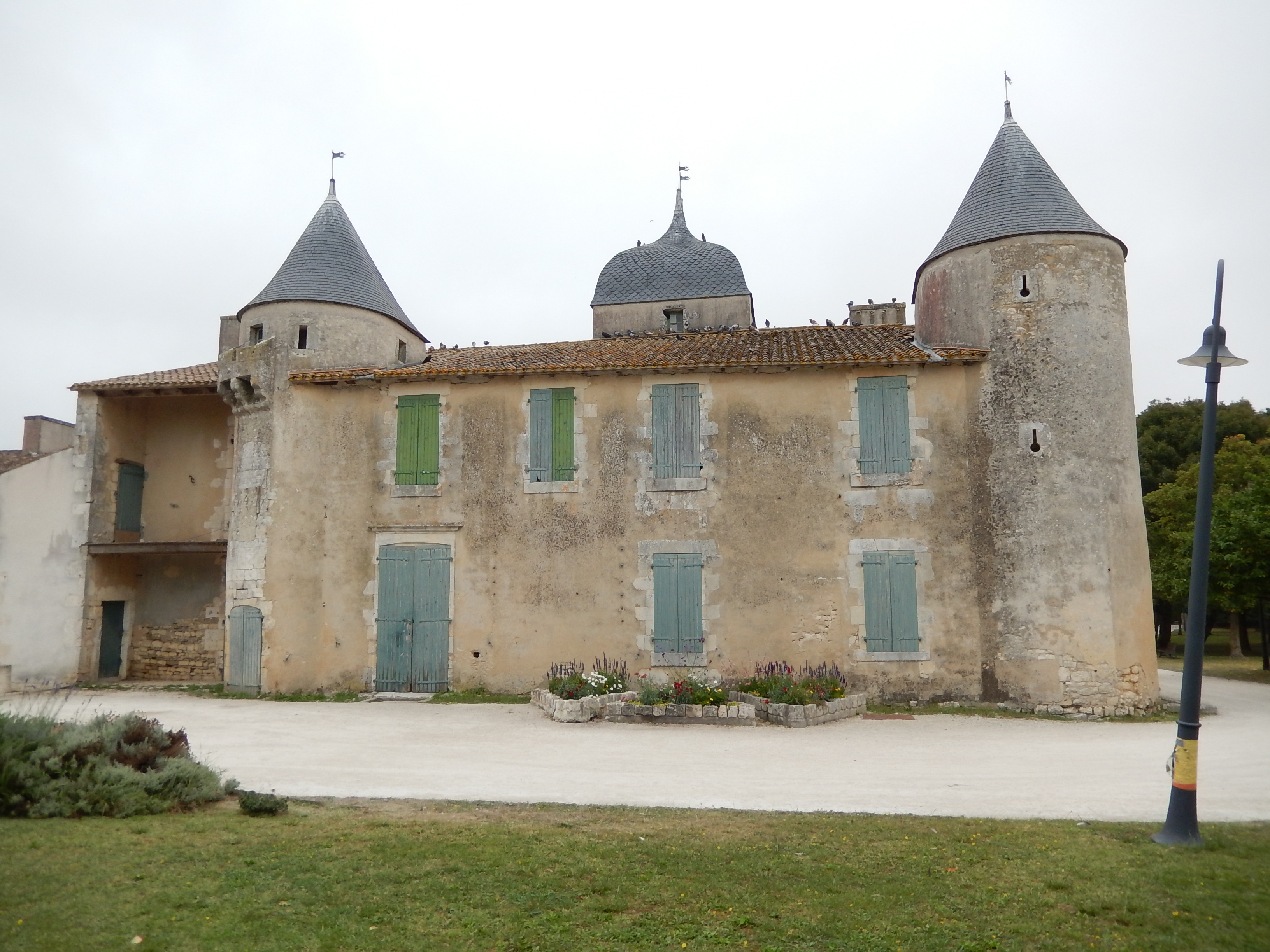
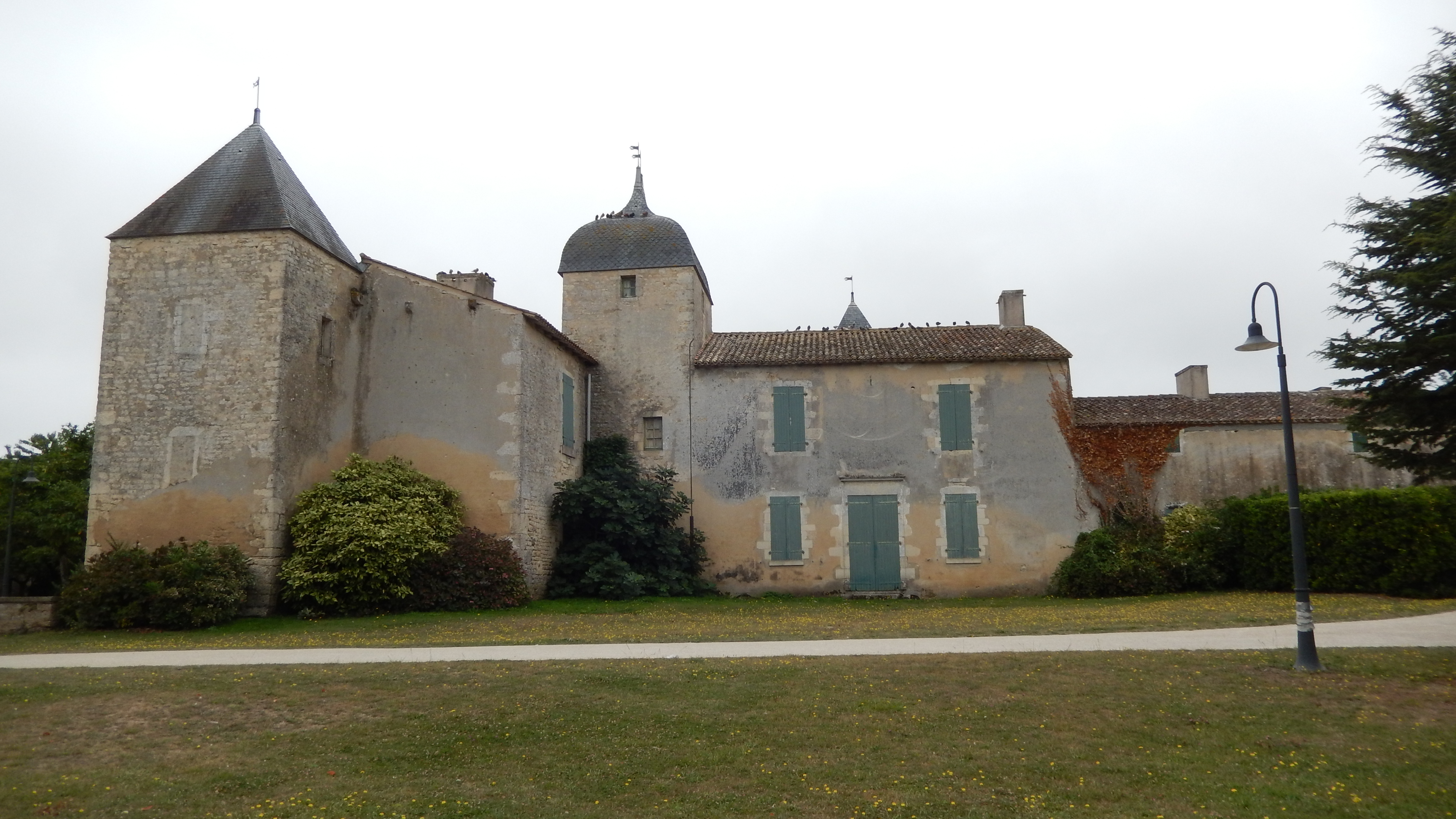